# Riós (kommun)
Riós är en kommun i Spanien. Den ligger i provinsen Ourense i den autonoma regionen Galicien i nordvästra delen av landet, 300 km nordväst om huvudstaden Madrid. Antalet invånare är 1 407 (2024).